# Великоолександрівка (Баштанський район)
Великоолекса́ндрівка — село в Україні, у Казанківській селищній громаді Баштанського району Миколаївської області. Населення становить 656 осіб.
Розташоване у 12 км на захід від центру громади і в 1 км від залізничного роз'їзду Добровільський на лінії Миколаїв — Долинська.

## Історія
Населений пункт виник у зв'язку з будівництвом залізниці у 1873—1875 роках.
У 1919 році була встановлена радянська влада.
На фронтах Другої світової війни воювали 492 місцевих жителя, 121 з них загинув, 106 — удостоєні нагород. На двох братських могилах радянських воїнів, полеглих в боях за село, в 1966 році споруджено пам'ятник. У 1969 році встановлено пам'ятник на честь загиблих односельчан.
У Великоолександрівці знаходилася центральна садиба колгоспу «Дружба», за яким було закріплено 4280 га сільськогосподарських угідь, в т.ч. 3940 га орних земель. Тут розвинені рільництво і тваринництво. У 1972 р. рішенням бюро обкому партії колгосп «Дружба» визнаний господарством високої культури землеробства.
За успіхи в праці 115 колгоспників удостоєні орденів і медалей СРСР, в т.ч. Орденів Леніна, Жовтневої Революції і Трудового Червоного Прапора — ланкова ланки по вирощуванню цукрових буряків Є.М. Мамалига, орденів Жовтневої Революції і Трудового Червоного Прапора — голова колгоспу А.І. Кравчина, ордена Трудового Червоного Прапора — бригадир тракторної бригади А.Т. Едінок, тракторист І.І. Рибак і зварювальник В.А. Штельмах.
У селі є середня школа, фельдшерсько-акушерський пункт, два дитячі садки на 70 місць, будинок культури з залом на 400 місць, дві бібліотеки з книжковим фондом 15 тис. примірників. Населення обслуговують два магазини, їдальня, відділення зв'язку, ощадна каса. Діє водопровід.

## Населення

### Мова
Розподіл населення за рідною мовою за даними перепису 2001 року:
| Мова            | Кількість | Відсоток |
| --------------- | --------- | -------- |
| українська      | 607       | 92.53%   |
| російська       | 45        | 6.86%    |
| білоруська      | 2         | 0.31%    |
| циганська       | 1         | 0.15%    |
| інші/не вказали | 1         | 0.15%    |
| Усього          | 656       | 100%     |

## Відомі люди
Уродженцями Великоолександрівки є заслужений юрист УРСР генерал-майор юстиції Г.К. Шевченко, професор П.В. Ковтуненко, доктор технічних наук С.В. Ковтуненко і доктор фізико-математичних наук І.М. Іванченко.